# Campionato italiano di calcio da tavolo 1977
Il terzo campionato italiano di Subbuteo agonistico (calcio da tavolo) venne organizzano dalla F.I.C.M.S. a Genova nel 1977. La gara venne suddivisa nelle categoria "Seniores" e "Juniores". Quest'ultima riservata ai giocatori "Under16".

## Risultati

### Categoria Seniores

#### Semifinale
- Edoardo Bellotto- Raffaele Arcamone 2/1
- Marino Ziz - Antonio Di Silvio 2/0

#### Finale
- Edoardo Bellotto-Marino Ziz 5/1

### Junior

#### Finale
- Andrea Piccaluga- Nicola Di Lernia 1/0